# Hrabstwo Decatur (Indiana)

Piramida wieku hrabstwa

Hrabstwo Decatur (ang. Decatur County) – hrabstwo w stanie Indiana w Stanach Zjednoczonych.

## Geografia
Według spisu z 2010 roku obszar całkowity hrabstwa obejmuje powierzchnię 373,32 mili2 (966,89 km²), z czego 372,57 mili2 (964,95 km²) stanowią lądy, a 0,76 mili2 (1,97 km²) stanowią wody. Według szacunków United States Census Bureau w roku 2012 miało 26 042 mieszkańców. Jego siedzibą administracyjną jest Greensburg.

### CDP
- Clarksburg
- Lake Santee

### Miasta
- Greensburg
- Millhousen
- New Point
- Westport